# Distretto di Yacus
Il distretto di Yacus è uno dei dodici distretti della provincia di Huánuco, in Perù. Si trova nella regione di Huánuco e si estende su una superficie di 289.21 chilometri quadrati.